# غوردون كارول
غوردون كارول (بالإنجليزية: Gordon Carroll)‏ هو مخرج منفذ ومنتج أفلام أمريكي، ولد في 2 فبراير 1928 في بالتيمور في الولايات المتحدة، وتوفي في 20 سبتمبر 2005 في لوس أنجلوس في الولايات المتحدة.

## وصلات خارجية
- غوردون كارول على موقع IMDb (الإنجليزية)
- غوردون كارول على موقع بوكس أوفيس موجو (الإنجليزية)
- غوردون كارول على موقع قاعدة بيانات الفيلم (الإنجليزية)